# 崙豐
崙豐，原稱為崙仔頂，是今中華民國雲林縣臺西鄉境內的一個地名，廣義指和豐村、永豐村和富琦村三村之全境，狹義則僅指三村交界處的崙豐街區。

## 文化
崙豐地區的初等教育機構僅有縣立崙豐國小，而無中、高等教育機構。其宗教信仰以道教為主，有崙豐進安府、永豐南清宮等道教廟宇。

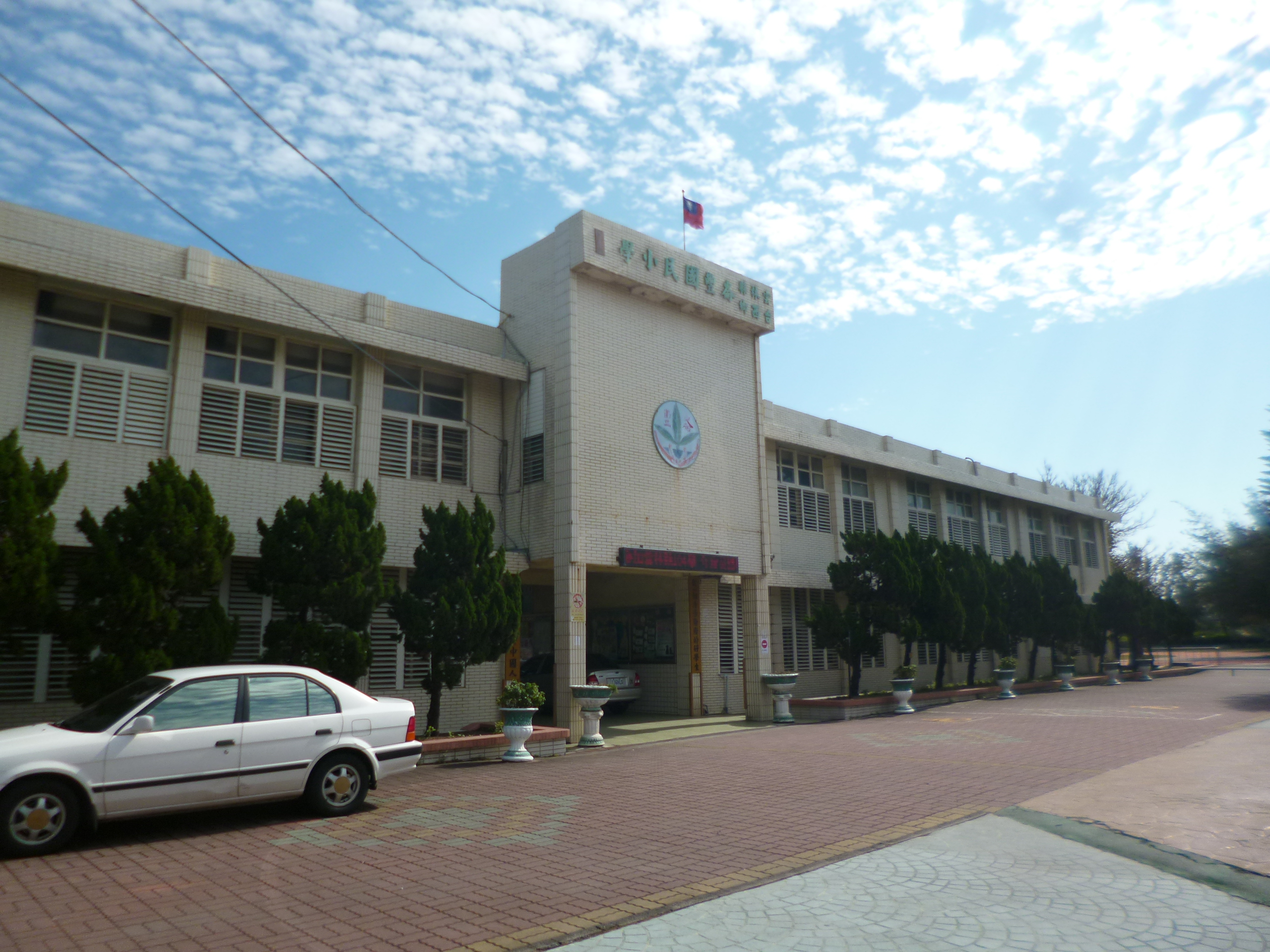
縣立崙豐國小
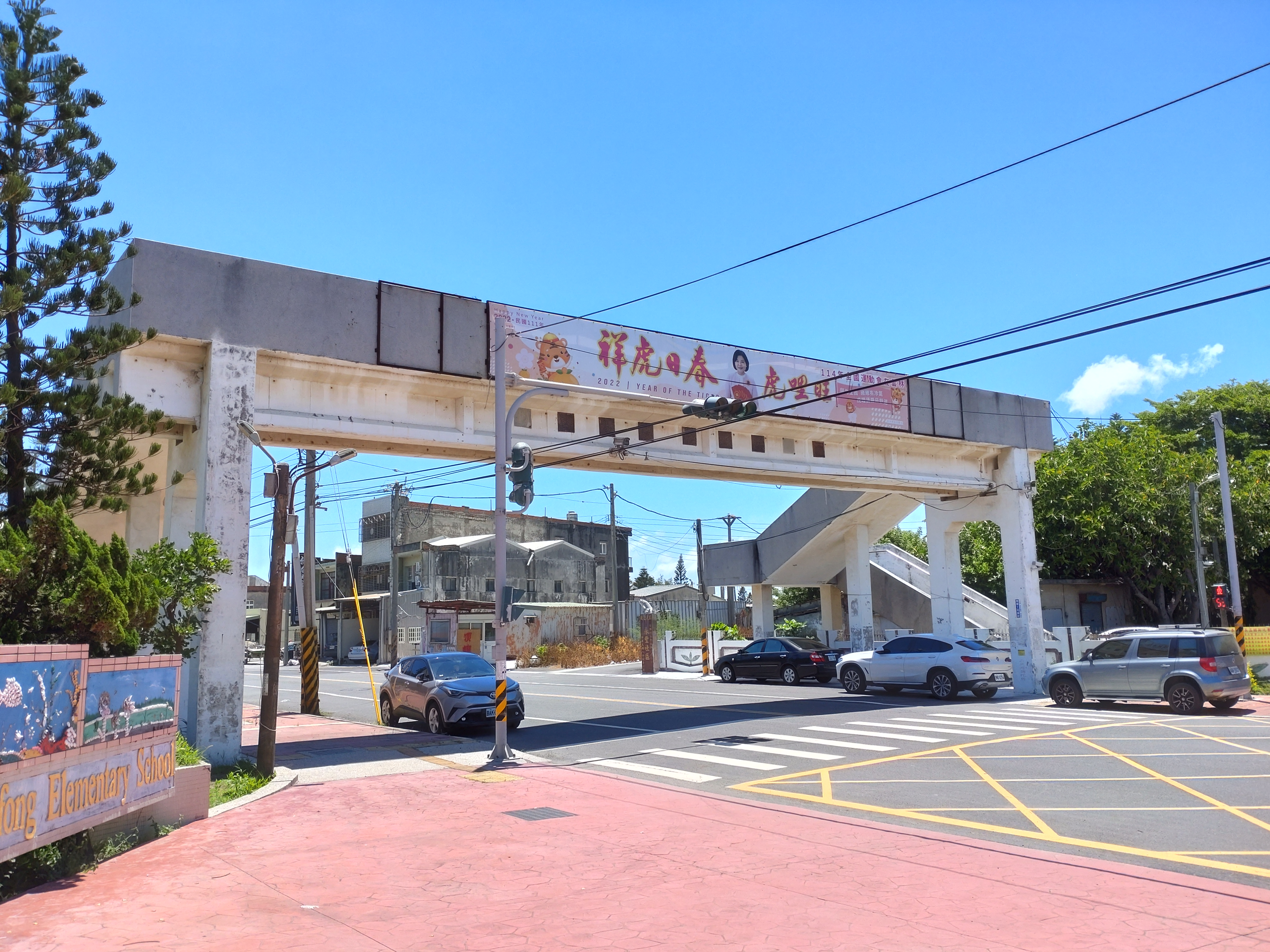
崙豐陸橋
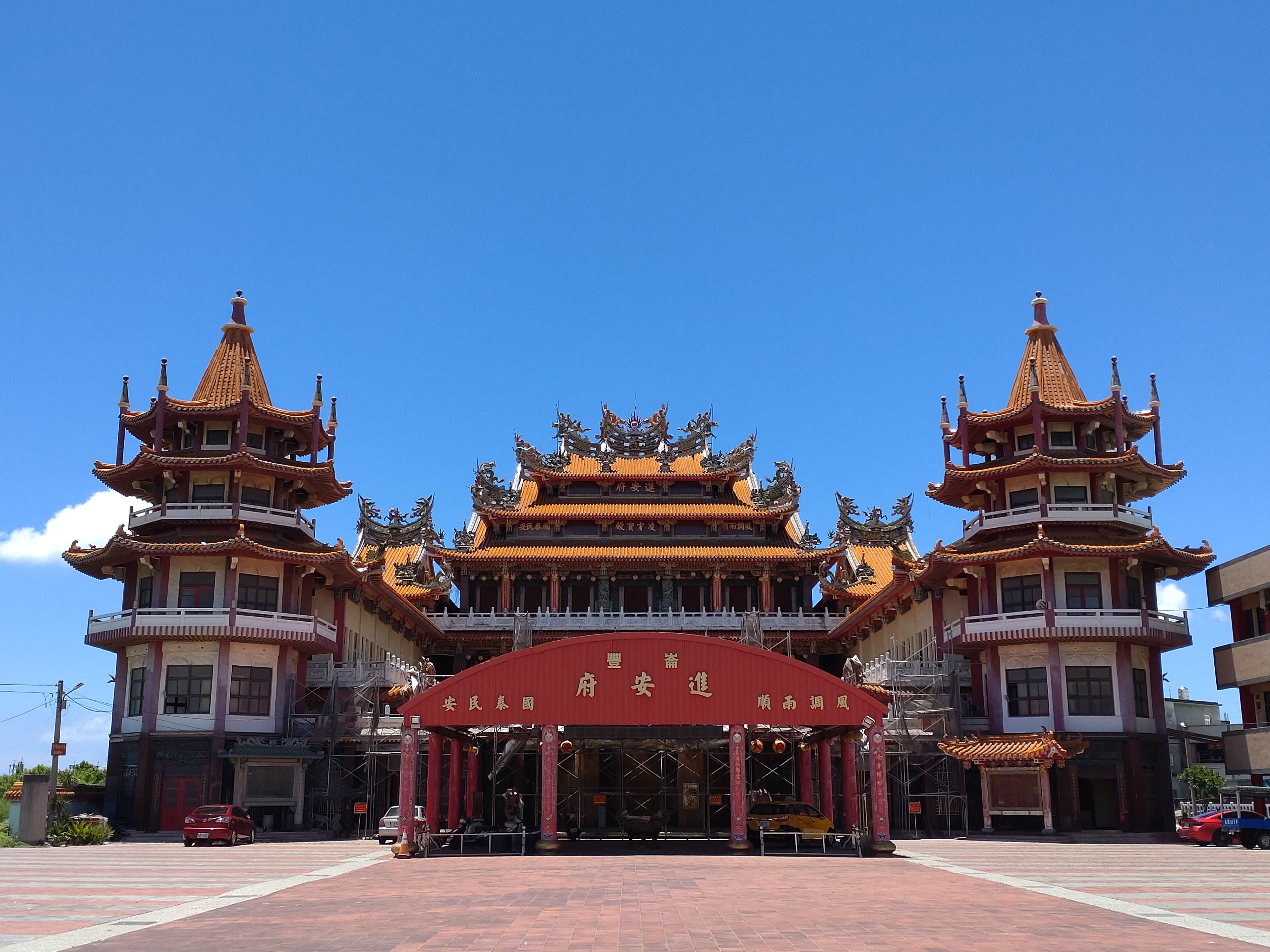
崙豐進安府